# Барнегејт Лајт (Њу Џерзи)
Барнегејт Лајт (енгл. Barnegat Light) град је у америчкој савезној држави Њу Џерзи.

## Демографија
По попису из 2010. године број становника је 574, што је 190 (-24,9%) становника мање него 2000. године.
| Група             | 2000.       | 2010.       |
| Белци             | 749 (98,0%) | 555 (96,7%) |
| Афроамериканци    | 4 (0,5%)    | 6 (1,0%)    |
| Азијати           | 2 (0,3%)    | 0 (0,0%)    |
| Хиспаноамериканци | 6 (0,8%)    | 11 (1,9%)   |
| Укупно            | 764         | 574         |